# Anora (film)
Anora is een Amerikaanse romantische komische dramafilm uit 2024, geschreven, geregisseerd, gemonteerd en mede geproduceerd door Sean Baker. De hoofdrol wordt vertolkt door Mikey Madison.

## Verhaal
Anora is een jonge stripper uit Brooklyn die in een moderne Assepoester verandert als ze de zoon van een Russische oligarch ontmoet. Zonder na te denken trouwt ze enthousiast met haar charmante prins maar wanneer het nieuws zijn ouders in Rusland bereikt, vertrekken deze naar New York met de intentie het huwelijk nietig te laten verklaren.

## Rolverdeling
| Acteur             | Personage             |
| ------------------ | --------------------- |
| Mikey Madison      | Anora                 |
| Mark Eydelshteyn   | Ivan "Vanya" Zakharov |
| Yura Borisov       | Igor                  |
| Karren Karagulian  | Toros                 |
| Vache Tovmasyan    | Garnick               |
| Ivy Wolk           | Crystal               |
| Luna Sofia Miranda | Lulu                  |

## Productie
Het originele idee van de film kwam van acteur Karren Karagulian, die een rol had in alle eerdere films van Sean Baker, en voorstelde een film te maken over de grote Russische gemeenschap in Brighton Beach. Baker benaderde actrice Mikey Madison voor een rol nadat hij haar zag in Once Upon a Time in Hollywood en Scream. Tijdens het Filmfestival van Cannes 2021, waar Bakers film Red Rocket deelnam aan de competitie, ontdekte hij acteur Yura Borisov die een rol speelt in de Finse film Hytti nro 6. Met Madison, Karagulian en Borisov in gedachte voor rollen schreef hij toen het scenario.
FilmNation Entertainment verkreeg in oktober 2023 de wereldwijde distributierechten. De filmopnames startten begin 2023 op locatie in Brooklyn.

## Release en ontvangst
Anora ging op 21 mei 2024 in première op het Filmfestival van Cannes in de competitie en won de Gouden Palm. De film kreeg overwegend positieve kritieken van de filmcritici, met een score van 96% op Rotten Tomatoes, gebaseerd op 28 beoordelingen. Op de 97ste Oscaruitreiking in 2025 wist de film vijf van zijn zes nominaties te verzilveren, waaronder beste film.

## Prijzen en nominaties
De belangrijkste:
| Jaar | Prijs                   | Categorie                                      | Genomineerde(n)                 | Uitslag     |
| ---- | ----------------------- | ---------------------------------------------- | ------------------------------- | ----------- |
| 2025 | Academy Awards (Oscars) | Beste film                                     | Beste film                      | Gewonnen    |
| 2025 | Academy Awards (Oscars) | Beste regisseur                                | Sean Baker                      | Gewonnen    |
| 2025 | Academy Awards (Oscars) | Beste vrouwelijke hoofdrol                     | Mikey Madison                   | Gewonnen    |
| 2025 | Academy Awards (Oscars) | Beste originele scenario                       | Sean Baker                      | Gewonnen    |
| 2025 | Academy Awards (Oscars) | Beste montage                                  | Sean Baker                      | Gewonnen    |
| 2025 | Academy Awards (Oscars) | Beste mannelijke bijrol                        | Yura Borisov                    | Genomineerd |
| 2025 | Golden Globes           | Beste film – musical of komedie                | Beste film – musical of komedie | Genomineerd |
| 2025 | Golden Globes           | Beste regisseur                                | Sean Baker                      | Genomineerd |
| 2025 | Golden Globes           | Beste actrice in een film – musical of komedie | Mikey Madison                   | Genomineerd |
| 2025 | Golden Globes           | Beste mannelijke bijrol in een film            | Yura Borisov                    | Genomineerd |
| 2025 | Golden Globes           | Beste script                                   | Sean Baker                      | Genomineerd |
| 2024 | Filmfestival van Cannes | Gouden Palm                                    | Sean Baker                      | Gewonnen    |
| 2024 | Imagine Film Festival   | Silver Screen Award                            | Silver Screen Award             | Gewonnen    |